# Habenaria rhopalostigma
Habenaria rhopalostigma är en orkidéart som beskrevs av Robert Allen Rolfe och Friedrich Fritz Wilhelm Ludwig Kraenzlin. Habenaria rhopalostigma ingår i släktet Habenaria och familjen orkidéer. Inga underarter finns listade i Catalogue of Life.